# Basil Hamilton-Temple-Blackwood, IV marchese di Dufferin e Ava
Basil Sheridan Hamilton-Temple-Blackwood, IV marchese di Dufferin e Ava (6 aprile 1909 – Burma, 25 marzo 1945) è stato un politico e ufficiale inglese.

## Biografia
Era l'unico figlio maschio di Frederick Hamilton-Temple-Blackwood, III marchese di Dufferin e Ava, e di sua moglie, Brenda Woodhouse. Fu educato alla Lockers Park School, all'Eton College e poi al Balliol College di Oxford. A Eton vinse l'ambito premio Rosebery, la più alta distinzione possibile per un alunno di storia, quando aveva sedici anni. A Oxford era amico di Frank Pakenham, VII conte di Longford. Era anche un amico del poeta John Betjeman.

## Carriera
Dopo l'università, Lord Dufferin ha intrapreso una carriera in politica. Ha fatto il suo primo discorso alla Camera dei lord nel dicembre del 1931, durante un dibattito sull'India. Solo pochi giorni dopo è stato nominato per l'Indian Franchise Committee che doveva visitare il paese durante le sue ricerche. Dopo il suo ritorno dall'India è stato nominato Sottosegretario privato del marchese di Lothian, che era stato sottosegretario di Stato per l'India, e poi del visconte Halifax (poi conte di Halifax). Lord Dufferin fu presidente della Primrose League (1932-1934), un Lord in waiting (1936-1937) e fu nominato Sottosegretario di Stato per le Colonie (1937-1940). Nel 1940 si unì all'esercito britannico, rifiutando un posto nel governo di Winston Churchill.

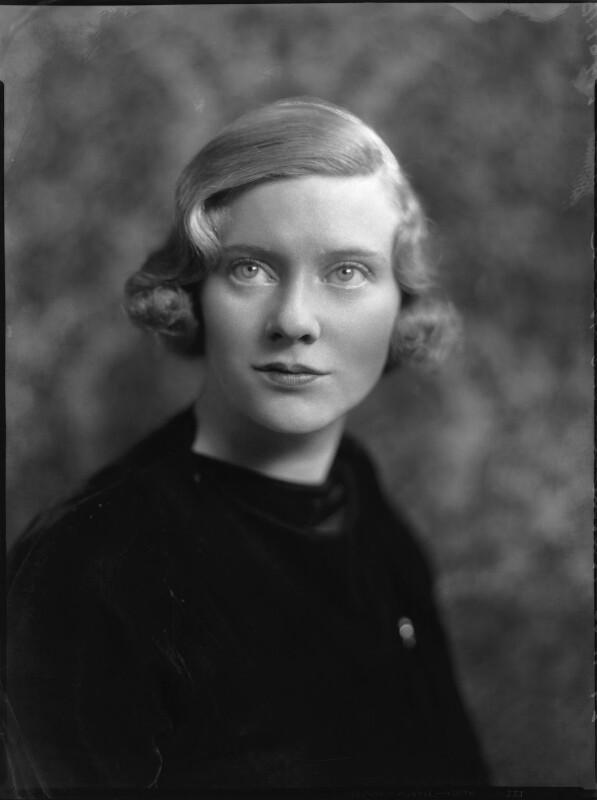
Maureen Guinness, di Bassano Ltd, 1933

## Matrimonio
Sposò, il 3 luglio 1930 a St. Margaret's, Westminster, Maureen Constance (31 gennaio 1907-3 maggio 1998), figlia di Arthur Ernest Guinness. Ebbero tre figli:
- Lady Caroline Maureen Hamilton-Temple-Blackwood (16 luglio 1931-15 febbraio 1996), sposò in prime nozze Israel Citkowitz, ebbero tre figlie, e in seconde nozze Robert Lowell, ebbero un figlio;
- Lady Perdita Maureen Hamilton-Temple-Blackwood (17 luglio 1934);
- Sheridan Hamilton-Temple-Blackwood, V marchese di Dufferin e Ava (9 luglio 1938-29 maggio 1988).

## Morte
Ricevette una commissione come capitano nella Royal Horse Guards nel luglio 1940 ma fu rilasciato dall'esercito nel 1941 per diventare direttore della Divisione dell'Impero del Ministero dell'Informazione. L'anno seguente intraprese una missione speciale all'estero per il ministero e rientrò nell'esercito nel 1944. Lord Dufferin stava servendo con l'Indian Field Broadcasting Unit il 25 marzo 1945, quando fu filmato per chiedere la resa delle truppe giapponesi; il filmato ha poi catturato la morte di Lord Dufferin quando un proiettile di mortaio giapponese colpì l'unità, poche settimane prima del suo 36º compleanno.
Poiché non ha una tomba conosciuta in Birmania, Lord Dufferin è commemorato dalla Commonwealth War Graves Commission, il suo nome elencato sulla faccia 1 of the Rangoon Memorial nel cimitero di guerra di Taukkyan. Nel cimitero familiare a Clandeboye, nella Contea di Down c'è una croce celtica che segna la sua morte.